# مؤشر مناخي

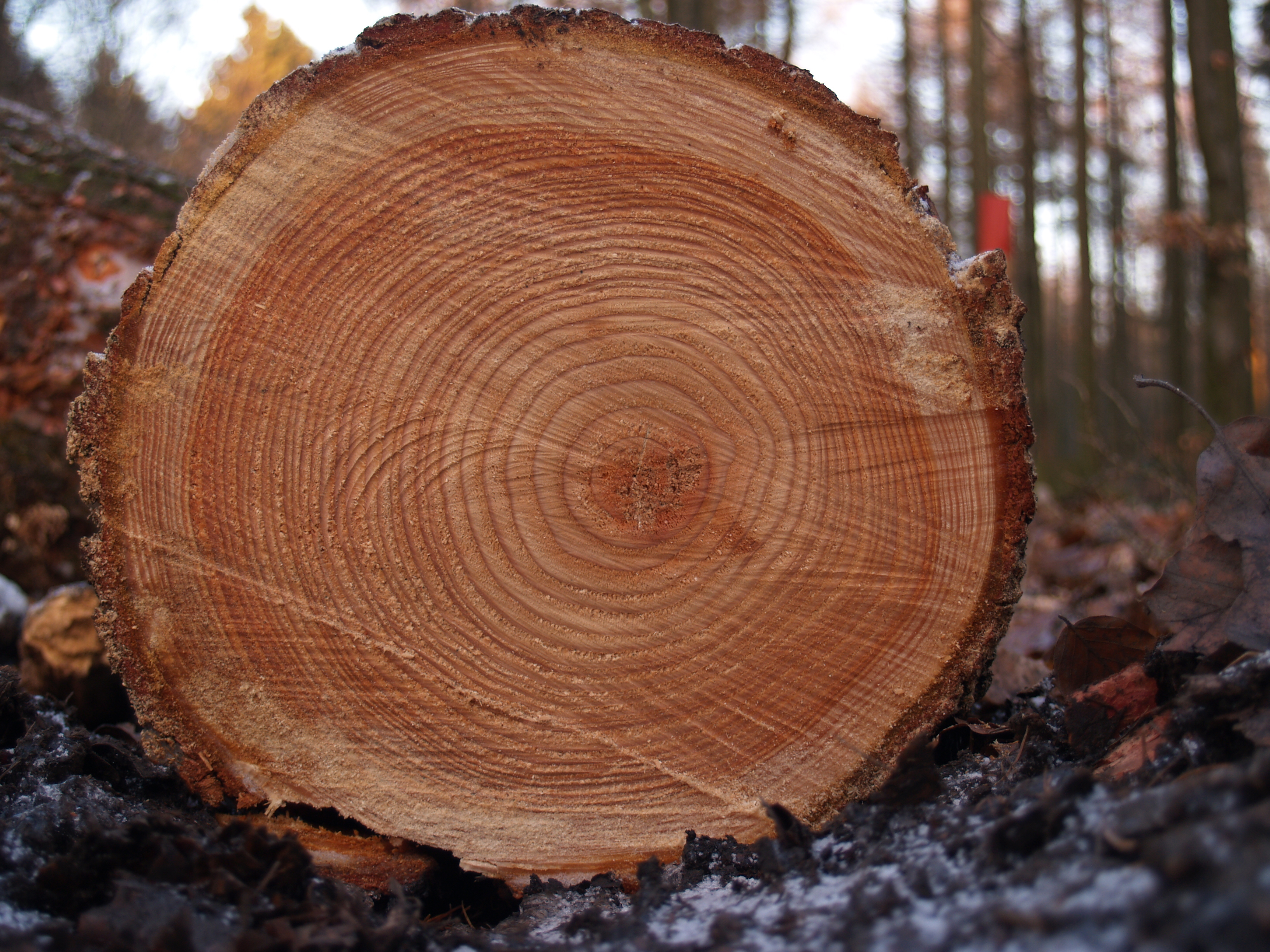

المؤشر المناخي يعتبر في دراسة المناخات السابقة («علم المناخ القديم») من الخصائص الفيزيائية محفوظة تمثل القياسات الجوية المباشرة، وتسمح للعلماء بإعادة إنشاء الظروف المناخية عبر جزء أكبر من تاريخ كوكب الأرض. بدأت السجلات العالمية الموثوقة للمناخ فقط في ثمانيات القرن التاسع عشر، إذ يوفر وكلاء المناخ الطريقة الوحيدة للعلماء لمعرفة الأنماط المناخية قبل بداية الاحتفاظ بالسجلات.
دُرس العديد من الوكلاء المناخيين خلال العديد من السياقات الجيولوجية. تشمل الأمثلة على الوكلاء قياسات النظائر المستقرة من الأنوية اللبية الجليدية، ومعدلات نمو حلقات الأشجار، وتركيبة أنواع حبوب اللقاح شبه الحفرية في رواسب البحيرات أو المنخربات في رواسب المحيطات، وأرشيف درجات الحرارة لثقب السبر، والنظائر المستقرة، والتركيب المعدني للشعاب المرجانية وكربونات الإرساب المتدلي.
في كل حالة، تأثر مؤشر الوكيل بمعامل موسمي معين (على سبيل المثال درجة الحرارة في الصيف أو  شدة الرياح الموسمية) في الوقت الذي انخفض فيه أو ارتفع. تتطلب ترجمة الوكلاء المناخيين مجموعة من الدراسات المكملة، تشمل معايرة حساسية الوكيل بالنسبة للمناخ والتحقق المتقاطع بين مؤشرات الوكيل. 
يمكن دمج الوكلاء معًا لإنتاج إعادة إنشاء لدرجة الحرارة يزيد عن التسجيل الأدواتي لدرجات الحرارة ويمكنه تغذية النقاشات المتعلقة بالاحتباس الحراري وتاريخ المناخ. شأنه شأن التسجيل الأدواتي، لا يتجانس التوزيع الجغرافي لسجلات الوكلاء، إذ تزداد السجلات في نصف الكرة الشمالي. 

## الوكلاء
في العلم، أحيانًا ما يكون من الضروري دراسة متغير ما لا يمكن قياسه مباشرةً. يمكن القيام بذلك عن طريق «أساليب الوكيل»، حيث يُقاس متغير ما يرتبط بالمتغير ذي الأهمية بالنسبة لنا، ثم يُستخدم بعدها لاستنتاج قيمة المتغير ذي الأهمية. تُستخدم أساليب الوكيل استخدامًا خاصًا في دراسة المناخ في الماضي، قبل الفترات التي كانت فيها القياسات المباشرة لدرجات الحرارة ممكنة.
لا بد من معايرة غالبية سجلات الوكلاء في مقابل قياسات درجة الحرارة المستقلة، أو في مقابل وكيل مُعاير بشكل مباشر، خلال فترة تداخلهم بغرض تقدير العلاقة بين درجة الحرارة والوكيل. يُستخدم التاريخ الأطول من الوكيل في إعادة إنشاء درجة الحرارة من الفترات الأقرب.

### العينات اللبية الجليدية

#### الحفر
العينات اللبية الجليدية هي عينات اسطوانية من الصفائح الجليدية في مناطق جرينلاند أنتاركتيكا وأمريكا الشمالية. بدأت أول المحاولات لاستخراجها في عام 1965 كجزء من السنة الجيوفيزيائية الدولية. مثل الطرق التقليدية للاستخراج، استخدم مختبر البحوث والهندسة في المناطق الباردة التابع للجيش الأمريكي حفارًا يعمل بالكهرباء في معسكر القرن بجرينلاند ومحطة بيرد بأنتاركتيكا عام 1968. كانت الماكينة قادرة على الحفر بعمق 15–20 قدمًا خلال 40–50 دقيقة. على عمق يتراوح بين 1300 حتى 3,000 قدمًا (910 مترًا)، كانت العينات اللبية بقطر 4 ¼ بوصة و تراوح طولها بين 10 إلى 20 قدمًا (6.1 مترًا). كانت العينات على الاعماق الأكبر، والتي تراوح طولها بين 15 إلى 20 قدمًا (6.1 مترًا) شائعة أيضًا. مع بذل المزيد من الجهد، طور فرق الحفر التالية من أساليبها. 

#### الوكيل
ساعدت النسبة بين النظيرين 16O و 18O في جزئ الماء داخل العينة اللبية الجليدية على معرفة درجات الحرارة في الماضي وكذلك تراكم الثلج. يتكثف النظير الأثقل (18O) بسرعة أكبر مع انخفاض درجة الحرارة ويسقط بسهولة أكبر كهطول، بينما يحتاج النظير الأخف (16O) ظروفًا أكثر برودة ليهطل. بالاتجاه شمالًا نصبح بحاجة لمعرفة المستويات المرتفعة للنظير 18O كلما ازداد دفئ الحقبة الزمنية. 
بالإضافة إلى نظائر الأكسجين، يحتوي الماء على نظائر للهيدروجين، 1H و 2H، عادة ما يُرمز إليهم بـ H و D (نسبة إلى الديوتيريوم) – يُستخدم ذلك أيضًا في نظائر درجة الحرارة. عادةً، تُحلل الصفائح الجليدية من جرينلاند من أجل النظير δ18O بينما في أنتاركتيكا تُحلل من أجل δ-ديوتيريوم. لا تظهر تلك العينات اللبية التي تُحلل من أجل النظيرين اتفاقًا.
تساعد أيضًا الفقاعات الهوائية في الجليد، والتي تحتوي على غازات دفيئة محصورة مثل ثاني أكسيد الكربون والميثان، على معرفة التغيرات المناخية في الماضي.
منذ عام 1989 وحتى 1992، حفر مشروع الحفر الأوروبي للعينات اللبية الجليدية في جرينلاند في وسط جرينلاند بإحداثيات 72° 35' شمالًا، 37° 38' غربًا. كان الجليد في تلك العينات بعمر 3840 عامًا على عمق 770 مترًا، وبعمر 40,000 عامًا على عمق 2521 مترًا، وبعمر 200,000 عامًا أو أكثر في صخر الأساس على عمق 3029 مترًا. قد تكشف العينات اللبية الجليدية في أنتاركتيكا عن سجلات المناخ خلال الـ650,000 عامًا الماضية. 
توجد خرائط المواقع والقائمة الكاملة لمواقع حفر العينات اللبية الجليدية الخاصة بالولايات المتحدة على موقع المختبر الوطني لعينات الجليد http://icecores.org/. 

### حلقات الأشجار
علم المناخ الشجري هو العلم الذي يختص بمعرفة المناخات في الماضي من خلال الأشجار، بشكل أساسي من خلال خصائص حلقات الأشجار السنوية. تصبح حلقات الأشجار أعرض حين تدعم الظروف النمو، وأضيق في الأوقات الصعبة. تبين أن بعض الخصائص الأخرى مثل أقصى كثافة لخشب الصيف (MXD) اعتُبرت وكلاء أفضل من عرض الحلقات البسيط. باستخدام حلقات الأشجار، قدر العلماء العديد من المناخات المحلية عبر مئات وحتى آلاف السنوات في الماضي. عن طريق دمج العديد من دراسات حلقات الأشجار (أحيانًا مع سجلات وكلاء المناخ الأخرى)، قدّر العلماء المناخات الإقليمية والعالمية في الماضي (شاهد سجل درجات الحرارة خلال آخر 1000 عامًا).

### أوراق الأشجار الحفرية
عادة ما يستخدم علماء المناخ القديم الأسنان الخاصة بأوراق الأشجار لإيجاد متوسط درجة الحرارة السنوية في المناخات القديمة، ويستخدمون حجم أوراق الأشجار كوكيل لمتوسط الهطول السنوي. في حالة إيجاد متوسط الهطول السنوي، يعتقد بعض الباحثين أن عمليات علم التاريخ الحفري تتسبب في أن تصبح أوراق الأشجار الأصغر أكثر تواجدًا في السجلات الحفرية، ما قد يحيد عمليات إعادة الإنشاء. ولكن، أشار بحث حديث إلى أن سجلات أوراق الأشجار الحفرية قد لا تكون انحرفت باتجاه أوراق الأشجار الصغيرة. تسترجع أساليب حديثة البيانات مثل محتوى ثاني أكسيد الكربون من الغلاف الجوي في الماضي من خلال الثغر الخاص بأوراق الأشجار الحفرية وتركيب النظائر، عن طريق قياس تراكيز ثاني أكسيد الكربون الخلوية. تمكنت دراسة أُجريت في عام 2014 من استخدام النسب الثلاث عشر لنظائر الكربون لتقدير كميات ثاني أكسيد الكربون خلال آخر 400 مليون عام، تشير النتائج إلى حساسية مناخية أعلى لتراكيز ثاني أكسيد الكربون.